# Ihvarahalli, Bangarapet
Ihvarahalli là một làng thuộc tehsil Bangarapet, huyện Kolar, bang Karnataka, Ấn Độ.